# Federação de Futebol de Luxemburgo
A Federação de Futebol de Luxemburgo (em francês: Fédération Luxembourgeoise de Football, FLF) é o órgão que governa o futebol em Luxemburgo. Ela organiza o Campeonato Luxemburguês de Futebol e a Seleção Luxemburguesa de Futebol. Está sediada em Luxemburgo.